# Златен рог (Владивосток)
Вижте пояснителната страница за други значения на Златен рог.
Златен рог (на руски: Золото̀й рог) е залив в Японско море, около който се простира град Владивосток, Приморски край, Русия.
По бреговете му са разположени кораборемонтни заводи, търговското и рибарското пристанища на града.
Заливът разделя града и за избягване на транспортните неудобства са правени различни проекти за построяване на мост. Никой от проектите не е реализиран.

## География
Златният рог е част от залива Петър Велики и е отклонение на пролива Източен Босфор, вдадено на север-североизток в полуостров Муравьов-Амурски. Има Г-образна форма, близка до формата на цариградския Златен рог, откъдето получава името си. Източният бряг е част от нос Чуркин, а западният – от полуостров Шкот (наричан често Егершелд). Топонимите са свързани с историята на района.
В началото на усвояването на района (през втората половина на XIX век) бреговете имат стръмен хълмист релеф. Постепенно с разрастването на пристанището са заравнени изкуствено, застроени с кейове и пристани, и почти изцяло укрепени чрез стени. Краят на залива продължава в долина, по която тече река Обяснение.
Дъното е тинесто, с дълбочина 20 – 27 m при устието и 5 – 15 m при различните пристани.

## История
Заливът е бил известен на китайците под името „Залив на златния трепанг“. Той може да е бил посетен от френски китоловец, който зимува през 1851 г. в залива Посет и за пръв път донася до Европа информация за залива Петър Велики.
През 1856 г. британският кораб „Уинчестър“ посещава залива като част от англо-френска ескадра, търсеща руската ескадра през Кримската война. Заливът е нанесен на картите като Порт Мей.
В 1859 г. граф Николай Муравьов-Амурски, генерал-губернатор на Източен Сибир, обикаляйки залива Петър Велики вижда добре заслонения залив, добрите му пристанищни качества и приликата с истанбулския залив. В резултат нарежда на брега му да се изгради военен пост и наименува залива Златен рог, а поста – Владивосток. Той става първото тихоокеанско пристанище на Руската империя и дава възможност за усвояването на полуостров Камчатка и цялото крайбрежие.